# Alifano
Alifano è un cognome di lingua italiana.

## Varianti
D'Alife.

## Origine e diffusione
Cognome tipicamente meridionale, è presente prevalentemente in Campania.
Potrebbe derivare dal toponimo Alife.